# Experimentum crucis
Con l'espressione experimentum crucis (lett. "esperienza della croce" o, più propriamente, esperimento cruciale) si fa riferimento a un esperimento capace di discriminare tra teorie concorrenti. Un esperimento di questo tipo, dunque, può presentarsi qualora siano state formulate due, o più, teorie capaci di rendere conto di un certo numero di evidenze empiriche e tali, tuttavia, da effettuare previsioni diverse per una circostanza particolare. In tale situazione, dunque, il dato sperimentale sarà in grado di giudicare quale delle teorie ha effettuato la previsione corretta, e dunque quale delle teorie è da considerare più adeguata alla descrizione della realtà.

## Descrizione
Augustus De Morgan ritiene che sia stato Francis Bacon a utilizzare per primo l'espressione experimentum crucis, dato che questa appare già nel Novum Organum, anche se ammette che egli avrebbe potuto aver attinto il termine dagli alchimisti. Nel metodo scientifico di Bacone l'istanza cruciale è un esperimento (misurabile e riproducibile) che costringe la natura a risponderci "sì" oppure "no", tale per cui il fine e la fine dell'esperimento può essere solo che la tesi di partenza o è vera o è falsa: se la tesi è vera, è verificata la teoria; se è falsa, la teoria è falsa.
L'istanza cruciale nel metodo scientifico di Bacon, non presuppone necessariamente né che siano noti a priori tutti i casi vale a dire tutti i possibili esiti dell'esperienza sensibile (che di contro potrebbe dare luogo a fatti inattesi e non previsti a livello teorico), né che per ciascuna di queste due o più scelte alternative autoescludentisi a vicenda sia nota a priori una teoria in grado di prevederli.
L'esito dell'istanza cruciale è la conferma o smentita di una singola teoria. Se è falsa, segue un ritorno all'interpretazione dei dati sperimentali:
a) con l'introduzione di modifiche (come formule correttive) alla teoria iniziale, che permettano di salvare i fenomeni, e che sono da verificare con una nuova istanza cruciale. Se già esistono altre conferme sperimentali-istanze cruciali della teoria iniziale, spesso si tratta di fare estensioni della teoria iniziale che la rendano applicabile anche al nuovo dominio di fenomeni (vedi relatività ristretta di Einstein come generalizzazione della teoria della gravitazione di Newton e principio di corrispondenza, per l'ordine di grandezza della velocità dei corpi rispetto alla velocità della luce);
b) con l'abbandono della teoria iniziale, alla ricerca di una nuova teoria in grado di prevedere l'esperienza sensibile.
Newton usò l'espressione experimentum crucis, nel 1672, nella sua lettera alla Royal Society a proposito della sua nuova teoria sulla luce e sui colori. Paradigmatico è l'esperimento di Michelson-Morley, che viene presentato storicamente come la prova definitiva contro l'esistenza dell'etere luminifero.
Un altro famoso esempio di experimentum crucis nel XX secolo fu la spedizione del 1919 alle isole Principe, in Africa, guidata da Arthur Eddington per registrare la posizione delle stelle intorno al disco solare durante l'eclissi di sole. L'osservazione confermò le previsioni di Einstein sull'effetto di lente gravitazionale basate sulla teoria della relatività generale pubblicata quattro anni prima, nel 1915, e rappresentò la prima solida evidenza empirica a favore della teoria di Einstein.
Non sempre la scelta fra più teorie ha la possibilità di basarsi su un experimentum crucis. Ad esempio l'ipotesi di Planck, avanzata nel 1900, sull'esistenza di un quanto della radiazione elettromagnetica, permise di spiegare un dato sperimentale, la "catastrofe ultravioletta" della radiazione di corpo nero, come nessuna teoria precedentemente proposta era in grado di fare. Tuttavia, il suo carattere di ipotesi isolata, non inserita in un quadro teorico organico e articolato, non le consentiva di usare tale dato sperimentale per scalzare la teoria rivale, l'elettromagnetismo classico delle equazioni di Maxwell, che al contrario era forte di una formulazione matematica straordinariamente elegante e coerente, capace di rendere conto in maniera unitaria di quasi un secolo di conoscenze empiriche. La soluzione arrivò pian piano nei decenni successivi e fu il risultato congiunto tanto di nuovi dati sperimentali sul comportamento della materia alle scale atomiche, quanto della formulazione di una teoria più completa, la meccanica quantistica.

## L'experimentum crucisin epistemologia
L'epistemologia moderna ha fortemente criticato il ruolo centrale che veniva riservato all'idea di un experimentum crucis (tanto in ambito verificazionista quanto falsificazionista) secondo cui sarebbe il dato sperimentale (rispettivamente in senso positivo o negativo) a costituire l'unico verdetto affidabile e definitivo sulla bontà di una teoria. Le critiche sottolineano come ogni teoria possa sempre essere "salvata" da un singolo dato sperimentale contrastante, apportandole delle modificazioni più o meno lievi. D'altro canto, ogni modello teorico si basa su molte ipotesi legate tra loro e dunque un singolo risultato sperimentale discorde non può essere in grado di discriminare quale (o quali) delle tante ipotesi è quella "sbagliata".
Si veda, a questo proposito, la posizione di Quine in termini di relatività ontologica, e la cosiddetta tesi di Quine-Duhem.